# Bernardo Clavarezza
Bernardo Clavarezza a été le 91e doge de Gênes du 25 avril 1615 au 25 avril 1617.